# سیمئون اسلاوچف
سیمئون اسلاوچف (بلغاری: Симеон Славчев؛ زادهٔ ۲۵ سپتامبر ۱۹۹۳) بازیکن فوتبال اهل بلغارستان است.
از باشگاه‌هایی که در آن بازی کرده‌است می‌توان به باشگاه فوتبال آپولون لیماسول، باشگاه فوتبال لیتکس لووچ، باشگاه فوتبال بولتون واندررز، باشگاه فوتبال لخیا گدانسک، باشگاه فوتبال اسپورتینگ سی‌پی بی، باشگاه فوتبال لفسکی صوفیه، و باشگاه فوتبال اسپورتینگ پرتغال اشاره کرد.
وی همچنین در تیم‌های ملی فوتبال زیر ۱۷ سال بلغارستاتن، زیر ۱۹ سال بلغارستان، زیر ۲۱ سال بلغارستان، و بلغارستان بازی کرده‌است.